# The Oval (London)
The Oval, genauer: The Oval Cricket Ground, ist der Name eines der bekanntesten Cricket-Stadien der Welt und Heimat des Surrey County Cricket Club (SCCC). Es liegt im Londoner Stadtteil Kennington und wird deshalb auch oft als Kennington Oval bezeichnet.
Der offizielle Name lautet nach dem derzeitigen Sponsor Kia Oval, früher the Brit Oval, Fosters Oval und AMP Oval. Oval ist auch der Name der nächstgelegenen U-Bahn-Station.

## Geschichte
Der Surrey CCC wurde 1845 gegründet. Das Gelände gehört dem Herzogtum Cornwall und war bis 1845 ein Obst- und Gemüsegarten. Am 10. März 1845 unterzeichnete der SCCC einen Pachtvertrag, um das Gelände in ein Cricketstadion umzuwandeln. Als Pachtzins wurden 140 £ vereinbart. Die erste Grasfläche wurde vom Tooting Common angelegt und musste damals für die stolze Summe von 300 £ gekauft werden. Das erste Gebäude – ein Pavillon – wurde 1858 errichtet, dieser musste 1898 einem größeren Gebäude weichen, da Cricket immer populärer wurde.
Das erste Länderspiel (Test Match) in England wurde hier 1880 gegen Australien ausgetragen. Ebenfalls gegen Australien verlor England 1882 hier zum ersten Mal ein Heimspiel, wodurch die Ashes-Legende geboren wurde. Außerdem diente das Oval auch für die Austragung von Fußballspielen, so wurden 1872 und von 1874 bis 1892 die FA-Cup-Finalspiele im Oval ausgetragen. Zudem fanden im Oval von 1870 bis 1872 fünf „Ur-Länderspiele“ zwischen englischen und schottischen Spielern statt, sowie 1873 das erste offizielle Länderspiel auf englischem Boden. Bis 1889 wurden insgesamt zehn offizielle Fußball-Länderspiele im Oval ausgetragen.
Südafrika war 1907 das zweite Land, welches im Oval gegen England ein Test Match spielte. Die West Indies kamen 1928 dazu, gefolgt von Neuseeland im Jahre 1931. Als fünfte Nation konnte der englische Verband die Mannschaft aus Indien 1936 begrüßen. Nach dem Zweiten Weltkrieg waren Pakistan (1954) und Sri Lanka (1998) zu Gast im Oval. Simbabwe und Bangladesch sind die einzigen Test-Nationen, die bisher noch nie im Oval einen Test absolviert haben.
Das erste Ein-Tag-Länderspiel (One-Day International) im Oval wurde am 7. September 1973 zwischen England und den West Indies ausgetragen. Es war auch Spielort bei allen in England ausgetragenen Cricket-World-Cup-Turnieren in den Jahren 1975, 1979, 1983 und 1999. Fünf der 15 Spiele der ICC Champions Trophy 2004, einschließlich des Finales, fanden im Oval statt. Auch wurden Spiele bei den Champions Trophy-Austragungen 2013 und 2017 hier abgehalten, bei letzterem ebenfalls das Finale. Kurioserweise gab es im Oval bis heute noch keine Länderspiele unter Flutlicht, obwohl Surrey bereits einige Male Flutlichtspiele ausgetragen hat.
Während des Zweiten Weltkrieges war das Oval als Kriegsgefangenenlager vorgesehen, wurde aber nie entsprechend verwendet. In den Jahren 2005 bis 2006 erfolgte eine Renovierung, zudem wurden Teile der Zuschauertribüne überdacht.
Im Juni 2017 wurde bekannt, dass der Surrey CCC eine Erweiterung der Stadionkapazität auf bis zu 40.000 Sitzplätze plant. Hintergrund ist der auslaufende Vertrag über Test-Spiele im Oval im Jahr 2022 und der neugeschaffenen Möglichkeit im London Stadium Cricketspiele mit einer Kapazität von über 60.000 Zuschauern auszutragen. Die veranschlagten Kosten betragen 50 Millionen Pfund. Während des Cricket World Cup 2019 war das Stadion wieder einer der Austragungsorte.